# Upshot-Knothole Annie

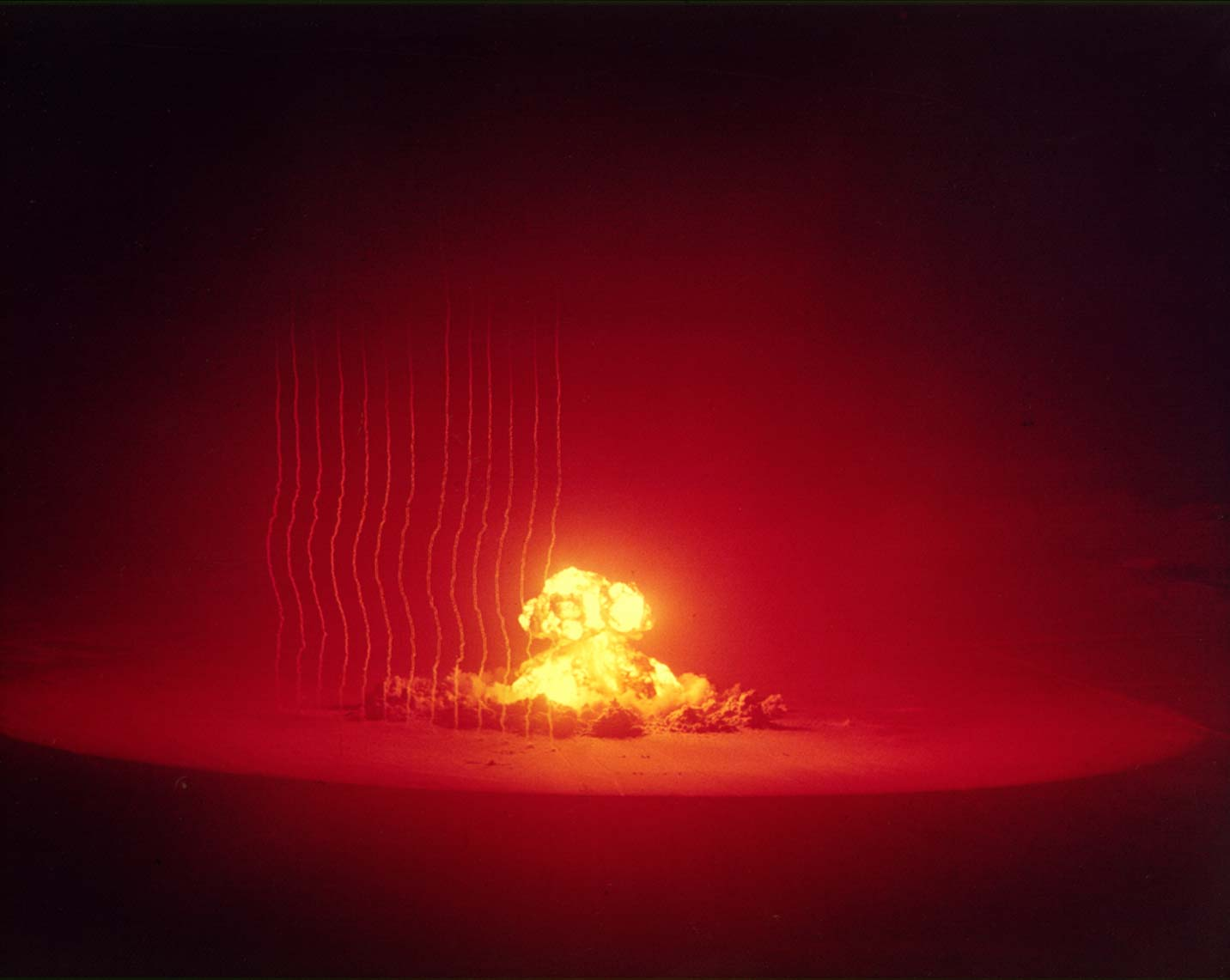
Wybuch bomby atomowej Mark 5 w ramach testu Upshot-Knothole Annie

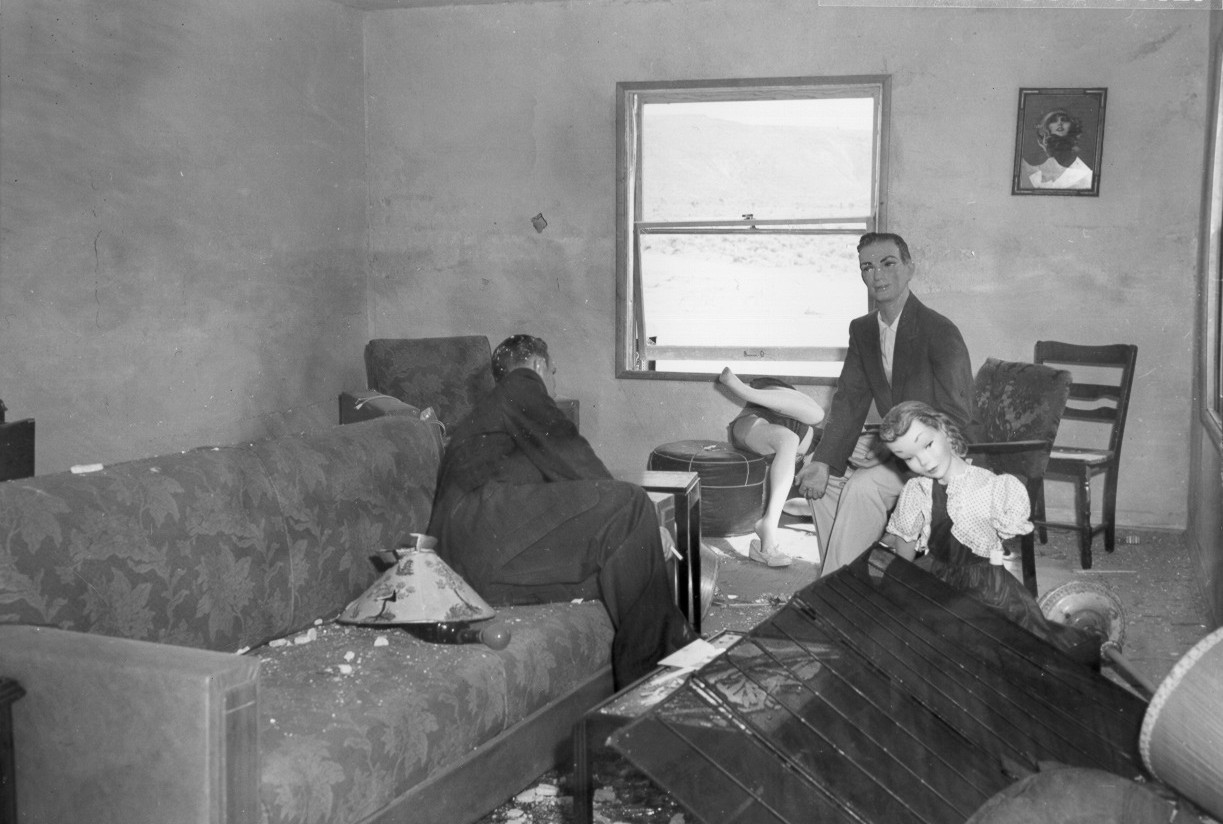
Cztery manekiny w zniszczonym salonie w wyniku wybuchu bomby atomowej

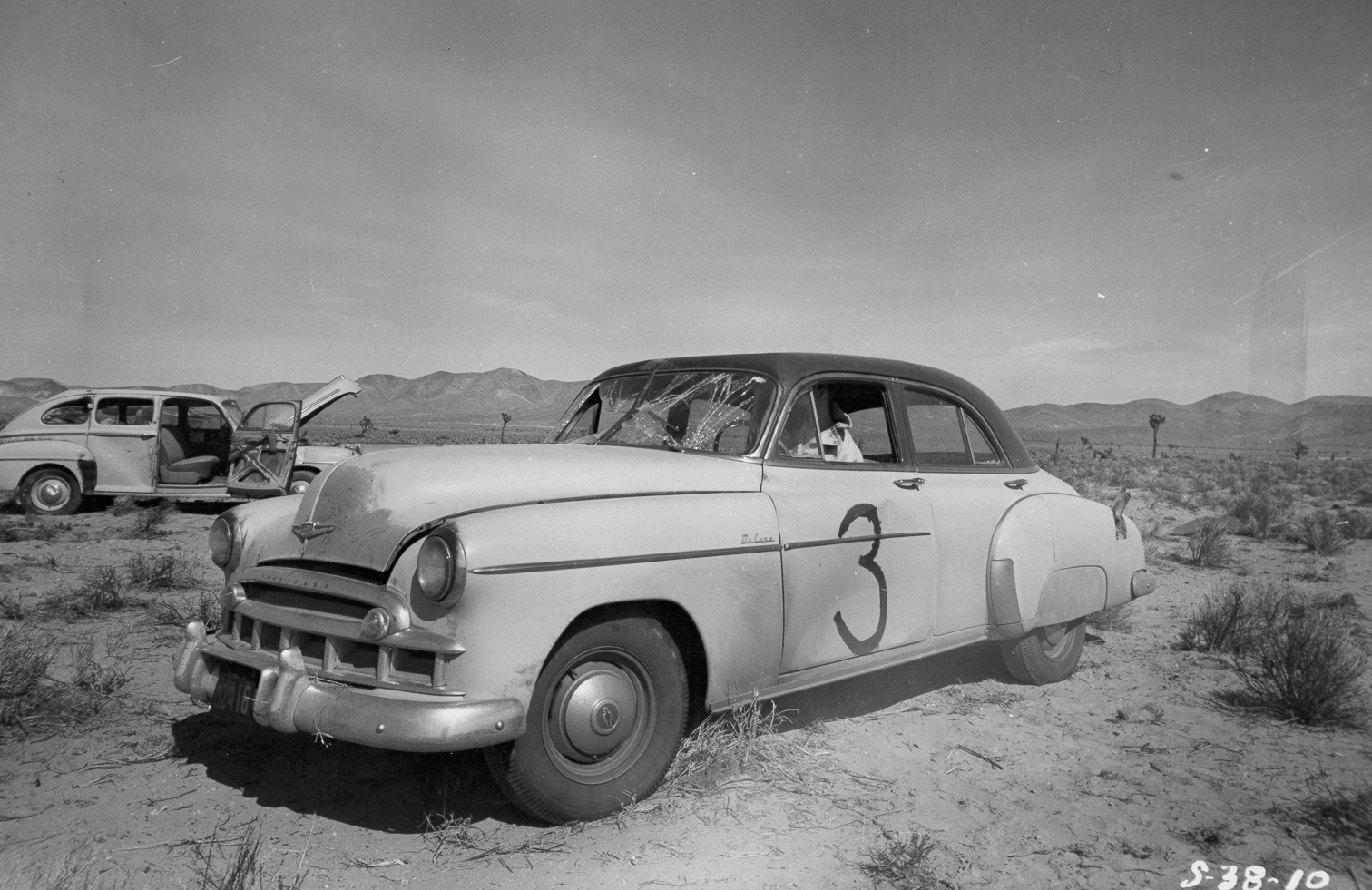
Uszkodzone samochody w wyniku wybuchu bomby atomowej

Upshot-Knothole Annie – jeden z jedenastu testów atomowych przeprowadzonych przez Stany Zjednoczone w ramach operacji Upshot-Knothole. Miał on miejsce na poligonie w Nevadzie 17 marca 1953 roku i był transmitowany w amerykańskiej ogólnokrajowej telewizji. Urządzeniem użytym w wybuchu była bomba atomowa Mark 5 o mocy 16 kiloton – broń rozszczepieniowa o niskiej mocy, zdetonowana 90 metrów nad ziemią. Transmisja telewizyjna na żywo była nagrywana za pomocą telerecordingu, dzięki czemu dokonano zapisu dźwięku, jaki wydaje prawdziwa bomba atomowa.

## Operacja Doorstep
Operacja Doorstep była badaniem obrony cywilnej przeprowadzonym przez Federal Civil Defense Administration (FCDA), połączonym z operacją Upshot-Knothole Annie. Badano w niej wpływ 16-kilotonowego wybuchu bomby atomowej na dwa drewniane domy szkieletowe, manekiny, pięćdziesiąt samochodów i osiem schronów przeciwatomowych zaprojektowanych do użytku mieszkalnego. Do samochodów przymocowano instrumenty do pomiaru ciepła i promieniowania. Amerykańscy wojskowi, nadawcy telewizyjni i urzędnicy FCDA obserwowali wybuch jądrowy z okopu oddalonego o 3,2 kilometra.
Urzędnicy FCDA stwierdzili, że samochód byłby „stosunkowo bezpieczny” przed małą bombą atomową co najmniej dziesięć przecznic dalej, gdyby okna pozostawiono otwarte, aby zapobiec przewróceniu się samochodu na jego pasażerów. Co znamienne, większością samochodów można było odjechać po wybuchu. Domy na potrzeby badania zbudowano w taki sposób, aby zminimalizować efekty termiczne, z myślą o ustaleniu, czy w przypadku braku pożaru piwnica bliższego domu – 1100 metrów od hipocentrum – mogłaby zapewnić schronienie jego mieszkańcom, podczas gdy druga – 2300 metrów – mogłaby się nie zawalić. Oba domy zachowały się zgodnie z wytycznymi w warunkach ich konstrukcji. Pierwszy z tych budynków został zniszczony, a piwnica pozostała nienaruszona. Drugi budynek został uszkodzony, ale nadal stał.